# Johnson megye (Missouri)
Johnson megye az Amerikai Egyesült Államokban, azon belül Missouri államban található. Megyeszékhelye és legnagyobb városa Warrensburg. Lakosainak száma 54 013 fő (2020. április 1.). Johnson megye Lafayette, Henry, Pettis, Jackson és Cass megyékkel határos.

## Népesség
A megye népességének változása:
| Lakosok száma | 52 705 | 53 464 | 54 495 | 54 572 | 53 951 | 54 013 |
|               | 2010   | 2011   | 2012   | 2013   | 2015   | 2020   |